# Boitron (Orne)
Boitron è un comune francese di 350 abitanti situato nel dipartimento dell'Orne nella regione della Normandia.

## Società

### Evoluzione demografica
Abitanti censiti